# Vòng loại Cúp bóng đá châu Phi 2025 (Bảng D)
Bảng D của Vòng loại Cúp bóng đá châu Phi 2025 là một trong mười hai bảng đấu sẽ quyết định đội nào đủ điều kiện tham dự vòng chung kết Cúp bóng đá châu Phi 2025 diễn ra tại Maroc. Bảng D bao gồm 4 đội tuyển: Nigeria, Bénin, Libya và Rwanda.
Các đội tuyển sẽ thi đấu với nhau theo thể thức vòng tròn một lượt (sân nhà – sân khách), các trận đấu diễn ra từ tháng 9 đến tháng 11 năm 2024.

## Bảng xếp hạng
| VT | Đội     | ST | T | H | B | BT | BB | HS | Đ  | Giành quyền tham dự |     |     |     |     |     |
| -- | ------- | -- | - | - | - | -- | -- | -- | -- | ------------------- | --- | --- | --- | --- | --- |
| 1  | Nigeria | 6  | 3 | 2 | 1 | 9  | 3  | +6 | 11 | Vòng chung kết      |     | —   | 3–0 | 1–2 | 1–0 |
| 2  | Bénin   | 6  | 2 | 2 | 2 | 7  | 7  | 0  | 8  | Vòng chung kết      |     | 1–1 | —   | 3–0 | 2–1 |
| 3  | Rwanda  | 6  | 2 | 2 | 2 | 5  | 7  | −2 | 8  |                     |     | 0–0 | 2–1 | —   | 0–1 |
| 4  | Libya   | 6  | 1 | 2 | 3 | 3  | 7  | −4 | 5  |                     | 0–3 | 0–0 | 1–1 | —   |     |

1. 1 2  Điểm đối đầu: Bénin 3, Rwanda 3. Hiệu số bàn thắng bại đối đầu: Bénin +2, Rwanda –2
2. ↑  Nigeria đã được xử thắng 3–0 sau khi gặp sự cố ở Libya, khiến cho đội tuyển này bị mắc kẹt tại sân bay hơn 12 tiếng, dẫn đến việc họ từ chối thi đấu với Libya và phải quay về nước.[4]

## Các trận đấu
| Libya          | 1–1      | Rwanda       |
| -------------- | -------- | ------------ |
| - Al-Dhawi 16' | Chi tiết | - Nshuti 47' |

| Nigeria                            | 3–0      | Bénin |
| ---------------------------------- | -------- | ----- |
| - Lookman 45+2', 83' - Osimhen 78' | Chi tiết |       |

| Rwanda | 0–0      | Nigeria |
| ------ | -------- | ------- |
|        | Chi tiết |         |

| Bénin                              | 2–1      | Libya                 |
| ---------------------------------- | -------- | --------------------- |
| - Mounié 50' - Olaitan 62' (ph.đ.) | Chi tiết | - Al Badri 9' (ph.đ.) |

| Bénin                                        | 3–0      | Rwanda |
| -------------------------------------------- | -------- | ------ |
| - Mounié 50' - Hountondji 67' - Imourane 70' | Chi tiết |        |

| Nigeria            | 1–0      | Libya |
| ------------------ | -------- | ----- |
| - Dele-Bashiru 86' | Chi tiết |       |

| Rwanda                              | 2–1      | Bénin            |
| ----------------------------------- | -------- | ---------------- |
| - Nshuti 70' - Bizimana 75' (ph.đ.) | Chi tiết | - Hountondji 42' |

| Libya | 0–3 Được xử thắng | Nigeria |
| ----- | ----------------- | ------- |
|       | Chi tiết          |         |

| Rwanda | 0–1      | Libya            |
| ------ | -------- | ---------------- |
|        | Chi tiết | Saad Mohamed 84' |

| Bénin      | 1–1 | Nigeria     |
| ---------- | --- | ----------- |
| Tijani 16' |     | Osimhen 81' |

| Nigeria         | 1–2      | Rwanda                      |
| --------------- | -------- | --------------------------- |
| - Chukwueze 59' | Chi tiết | - Mutsinzi 72' - Nshuti 75' |

| Libya | 0–0      | Bénin |
| ----- | -------- | ----- |
|       | Chi tiết |       |

## Cầu thủ ghi bàn
Đang có 21 bàn thắng ghi được trong 11 trận đấu, trung bình 1.91 bàn thắng mỗi trận đấu.
3 bàn thắng
- Innocent Nshuti

2 bàn thắng
- Andréas Hountondji
- Steve Mounié
- Ademola Lookman
- Victor Osimhen

1 bàn thắng
- Hassane Imourane
- Junior Olaitan
- Mohamed Tijani
- Faisal Al Badri
- Subhi Al-Dawi
- Fahd Saad Mohamed
- Samuel Chukwueze
- Fisayo Dele-Bashiru
- Djihad Bizimana
- Ange Mutsinzi